# Konventionsdaler
En konventionsdaler (tysk: Konventionstaler) var en sølvmønt anvendt i Det Tysk-Romerske Rige. Den indeholdt 1/10 mark sølv (cirka 23,39 gram).
Konventionsdaleren blev indført i de østrigske lande den 7. november 1750 som afløser for rigsdaleren. Den 20. september 1753 indførtes den tilmed i Den Bayerske Rigskreds. Efterhånden bredte den sig til Sydtyskland og Sachsen. Den sidste tyske konventionsdaler blev slået i 1838. I Østrig fortsatte prægningen af konventionsdaleren frem til 1856.
Værdien af en konventionsdaler var 32 Groschen (12 Pfennig), hvorimod værdien af en rigsdaler var 24 Groschen. Konventionsdaleren svarede derfor til 4/3 værdien af en rigsdaler.